# Bohan (Vresse-sur-Semois)
Bohan (wa. Bôhan) – dzielnica (section) gminy Vresse-sur-Semois w Belgii, w Regionie Walońskim, w prowincji Namur, w okręgu Dinant. 1 stycznia 2020 roku liczyła 294 mieszkańców. Do 31 grudnia 1976 r. samodzielna gmina. Leży w Ardenach, nad rzeką Semois, ok. 2 km od granicy z Francją.
Sprzyjające warunku mikroklimatyczne w Bohan sprawiały, iż niegdyś było to centrum, rzadkiej w Belgii uprawie tytoniu. Do chwili obecnej miejscowość jest znana w kraju właśnie ze względu na kontynuowaną uprawę tytoniu oraz jako ważny ośrodek turystyczny.

## Demografia
Liczba mieszkańców, stan na 1 stycznia:
| Rok                | 1930 | 1947 | 1961 | 2020 |
| ------------------ | ---- | ---- | ---- | ---- |
| Liczba mieszkańców | 496  | 465  | 409  | 294  |